# Az Egyesült Államok háborúinak listája
Az alábbi lista tartalmazza azokat a fegyveres konfliktusokat, amelyekben az Amerikai Egyesült Államok függetlenségének kikiáltása óta részt vett. 

## 18. század
| Konfliktus | Egyik fél | Másik fél                                                                                                  | Eredmény az USA számára                                                                                          |
| --- | --- | --- | --- |
| Amerikai függetlenségi háború (1775–1783) Helyszín: Észak-Amerika keleti része, Gibraltár, Brit India, Karib-tenger, Atlanti-óceán | Egyesült Államok Francia Királyság Spanyolország Vermonti Köztársaság Irokézek - Oneidák - Tuszkarórák Watauga Társaság Kataubák Lenapék Csaktók 19 Egyesült Tartományok Maiszúri Királyság | Nagy-Britannia Lojalisták Német segédcsapatok Irokézek - Onondagák - Móhakok - Kajugák - Szenekák Cserokik | győzelem - Párizsi szerződés - Nagy-Britannia elismeri az Egyesült Államok függetlenségét                        |
| Chickamaugai háború (1776–1795) Helyszín: Mississippi-medence                                                                      | Egyesült Államok | Cserokik                                                                                                   | győzelem |
| Északnyugati indián háború (1785–1793) Helyszín: Északnyugati territórium                                                          | Egyesült Államok Csikaszók Csaktók | Nyugati indián konföderáció Nagy-Britannia                                                                 | győzelem - Greenville-i szerződés - Az USA megszállja az Északnyugati territóriumot                              |
| Whiskeylázadás (1791–1794) Helyszín: Nyugat-Pennsylvania                                                                           | Egyesült Államok | Határvidéki lázadók                                                                                        | győzelem - Fegyveres lázadás leverése - A whiskey adóját továbbra is nehezen szedték be                          |
| Kváziháború (1798–1800) A francia forradalmi háborúk része Helyszín: Atlanti-óceán, Karib-tenger, Indiai-óceán, Földközi-tenger    | Egyesült Államok Nagy-Britannia | Franciaország Spanyolország                                                                                | döntetlen - a francia-amerikai szövetség felbomlása - az USA semlegességet nyilvánított Franciaországgal szemben |

## 19. század
| Konfliktus                                                                            | Egyik fél | Másik fél | Eredmény az USA számára |
| ------------------------------------------------------------------------------------- | --- | --- | --- |
| Első amerikai–berber háború (1801–1805) Helyszín: A Földközi-tenger afrikai partjai   | Egyesült Államok · Svédország | Oszmán Tripolitánia Marokkói Szultánság                                                                                | győzelem - Tripoli felhagy a kalóztámadásokkal - Az USA kompenzációt fizet a hadifoglyokért                                                                              |
| Tecumseh háborúja (1811) Helyszín: Az Ohio-folyó vidéke                               | Egyesült Államok | Indián konföderáció | győzelem - egy vesztes csata után az indiánok áthúzódtak Kanadába, az USA pedig hadat üzent Nagy-Britanniának                                                            |
| 1812-es háború (1812–1815) Helyszín: Észak-Amerika keleti és középső vidéke           | Egyesült Államok Csaktók Cserokik Kríkek                                                                                                | Nagy-Britannia - Brit-Kanada Indián konföderáció Spanyolország (1814)                                                  | döntetlen - Genti béke - Tecumseh konföderációjának veresége |
| Krík háború (1813–1814) Helyszín: Az Egyesült Államok déli része                      | Egyesült Államok Alsó krík törzsek Cserokik Csaktók                                                                                     | Vörösbotos krík törzsek                                                                                                | győzelem - Fort Jackson-i szerződés |
| Második amerikai–berber háború (1815) Helyszín: Észak-Afrika földközi-tengeri partjai | Egyesült Államok | Oszmán Algéria | győzelem - Az algíri kalóztámadások vége |
| Első szeminol háború (1817–1818) Helyszín: Florida                                    | Egyesült Államok | Szeminol indiánok Spanyol-Florida                                                                                      | győzelem |
| Texasi–indián háborúk (1820–1875) Helyszín: Texas                                     | Spanyolország Mexikó Texasi Köztársaság Egyesült Államok                                                                                | Komancsok | győzelem |
| Arikara háború (1823) Helyszín: Missouri-folyó                                        | Egyesült Államok | Arikarák | győzelem - Az arikarák a mandanokkal és hidatszákkal együtt észak-dakotai rezervátumba költöztek                                                                         |
| Égei-tengeri kalózellenes akció (1825–1828) Helyszín: Égei-tenger                     | Egyesült Államok | Görög kalózok | győzelem - A kalózok legyőzése és a HMS Comet visszaszerzése |
| Vinebégó háború (1827) Helyszín: Illinois és a Michigan-territórium                   | Egyesült Államok | Vinebégók és szövetségeseik                                                                                            | győzelem - Az indiánok feladták az ólombányászatban érintett területeiket                                                                                                |
| Első szumátrai expedíció (1832) Helyszín: Acehi Szultánság                            | Egyesült Államok Hollandia | Kuala Batee törzs | győzelem |
| Fekete Héja-háború (1832) Helyszín: Illinois és a Michigan-territórium                | Egyesült Államok Vinebégók Mináminik Dakoták Potavatamik                                                                                | Fekete Héja serege Vinebégó és potavatami szövetségesek                                                                | győzelem |
| Második szeminol háború (1835–1842) Helyszín: Florida                                 | Egyesült Államok | Szeminol indiánok | győzelem - 3 800 szeminolt áttranszportálnak az Indián Territóriumba - 300 az Evergladesben marad                                                                        |
| 1837-es kanadai felkelések (1837–1838) Helyszín: A Nagy-tavak vidéke                  | Nagy-Britannia - Felső-Kanada Egyesült Államok                                                                                          | Kanadai Köztársaság Vadászok Kunyhói titkos társaság                                                                   | győzelem - A felkelés leverése - Felső-Kanada és Alsó-Kanada egyesítése, szociális reformok                                                                              |
| Wilkes-expedíció (1838–1842) Helyszín: Csendes-óceán, Déli-óceán, Atlanti-óceán       | Egyesült Államok | Fidzsi Szamoa Tabiteuea                                                                                                | győzelem - sikeres felderítő expedíció |
| Második szumátrai expedíció (1838) Helyszín: Acehi Szultánság                         | Egyesült Államok Hollandia | Kuala Batee törzs | győzelem |
| Mexikói–amerikai háború (1846–1848) Helyszín: Texas, Új-Mexikó, Kalifornia, Mexikó    | Egyesült Államok Kaliforniai Köztársaság                                                                                                | Mexikó | győzelem - Guadalupe Hidalgó-i béke - Az Egyesült Államok annektálta Mexikó területének 55%-át                                                                           |
| Kajuszi háború (1847–1855) Helyszín: Oregon                                           | Egyesült Államok | Kajuszik | győzelem |
| Tajping-felkelés (1850–1864) Helyszín: Kína                                           | Kína Franciaország Nagy-Britannia Egyesült Államok                                                                                      | Tajping Mennyei Királyság                                                                                              | győzelem - A Csing-dinasztia győzelme |
| Apacs háborúk (1851–1900) Helyszín: Az USA délnyugati része                           | Egyesült Államok | Apacsok Jút indiánok Javapaik                                                                                          | győzelem - Az apacsokat rezervátumokba kényszerítik |
| Puget Sound-i háború (1855–1856) Helyszín: Washington állam                           | Egyesült Államok Sznokvalmik | Niszkvolik Muckleshoot indiánok Pujallupok Klikitatok Haidák Tlingitek                                                 | győzelem - Az indiánokat rezervátumokba költöztették |
| Első amerikai expedíció Fidzsire (1855) Helyszín: Fidzsi-szigetek                     | Egyesült Államok | Fidzsi-szigeteki őslakosok                                                                                             | győzelem |
| Rogue River-háborúk (1855–1856) Helyszín: A Rogue River völgye                        | Egyesült Államok | Rogue River-i indiánok                                                                                                 | győzelem - Az indiánokat rezervátumokba költöztették |
| Harmadik szeminol háború (1855–1858) Helyszín: Pensacola, Spanyol-Florida             | Egyesült Államok | Szeminol indiánok | győzelem |
| Jakama háború (1855–1858) Helyszín: Washington állam                                  | Egyesült Államok Sznokvalmik | Jakamák Valla-valla indiánok Umatillák Nez Perce indiánok Kajúszik                                                     | győzelem |
| Második ópiumháború (1856–1859) Helyszín: Kína                                        | Nagy-Britannia Franciaország Egyesült Államok                                                                                           | Kína | győzelem - Tiencsini béke - Kaulung déli része Nagy-Britanniához került                                                                                                  |
| Utahi háború (1857–1858) Helyszín: Utah, Wyoming                                      | Egyesült Államok | Deseret Állam / Mormonok                                                                                               | békés megállapodás - A mormonok amnesztiát kaptak, cserébe el kellett ismerniük az Egyesült Államok fennhatóságát                                                        |
| Navahó háborúk (1858–1866) Helyszín: Új-Mexikó                                        | Egyesült Államok | Navahók | győzelem - A navahókat rezervátumokba költözették (Navahó hosszú menetelés)                                                                                              |
| Második amerikai expedíció Fidzsire (1858) Helyszín: Fidzsi-szigetek                  | Egyesült Államok | A Fidzsi-szigetek őslakosai                                                                                            | győzelem |
| Cortina-háborúk (1859–1861) Helyszín: Texas és Mexikó                                 | Egyesült Államok Konföderáció | Mexikó paramilitáris erők                                                                                              | győzelem |
| Pajut háború (1860) Helyszín: Nevada, Pyramid-tó                                      | Egyesült Államok | Pajutok Sosonok Bannokok                                                                                               | győzelem |
| Reformháború (1860) Helyszín: Mexikó                                                  | Mexikói liberálisok Egyesült Államok | Mexikói konzervatívok                                                                                                  | győzelem |
| Amerikai polgárháború (1861–1865) Helyszín: Egyesült Államok                          | Unió | Konföderáció | győzelem - Az ország egyben maradt, a Konföderáció megszűnt - A rabszolgaságot eltörölték                                                                                |
| Javapai háborúk (1861–1875) Helyszín: Arizona                                         | Egyesült Államok | Javapaik Apacsok Kvecsanok Mohávik                                                                                     | győzelem |
| Dakota háború (1862) (1862) Helyszín: Minnesota és Dakota territórium                 | Egyesült Államok | Dakoták | győzelem |
| Coloradói háború (1863–1865) Helyszín: Colorado, Wyoming, Nebraska                    | Egyesült Államok | Csejenek Arapahók Lakoták                                                                                              | győzelem |
| Simonoszeki hadjárat (1863–1864) Helyszín: Kanmon-szoros                              | Nagy-Britannia Franciaország Hollandia Egyesült Államok                                                                                 | Csósú | győzelem - Csósú 3 millió dollárnyi kártérítést fizetett |
| Kígyóháború (1864–1868) Helyszín: Ohio, Nevada, Kalifornia, Idaho                     | Egyesült Államok | Pajutok Bannokok Sosonok                                                                                               | győzelem |
| Powder River-i háború (1865) Helyszín: A Powder River völgye                          | Egyesült Államok | Sziúk Csejenek Arapahók                                                                                                | döntetlen |
| Vörös Felhő-háború (1866–1868) Helyszín: A Powder River völgye                        | Egyesült Államok | Lakoták Csejenek Arapahók                                                                                              | vereség - Fort Laramie-i szerződés (1868) - Az indiánok formálisan is megszerezták a Powder River völgyét és a Black Hills-t.                                            |
| Mexikóváros ostroma (1867) Helyszín: Mexikó                                           | Mexikói republikánusok Egyesült Államok                                                                                                 | Mexikói Császárság Franciaország Osztrák–Magyar Monarchia                                                              | győzelem - A mexikói francia intervenció vége |
| Formosai expedíció (1867) Helyszín: Tajvan                                            | Egyesült Államok | Pajvan őslakosok | döntetlen |
| Komancs hadjárat (1867–1875) Helyszín: Az Egyesült Államok nyugati része              | Egyesült Államok | Csejenek Arapahók Komancsok Kajovák                                                                                    | győzelem |
| Amerikai expedíció Koreába (1871) Helyszín: Kanghvado                                 | Egyesült Államok | Csoszon | győzelem |
| Modok háború (1872–1873) Helyszín: Kalifornia, Oregon                                 | Egyesült Államok | Modokok | győzelem |
| Red River-i háború (1874–1875) Helyszín: Texas                                        | Egyesült Államok | Csejenek Arapahók Komancsok Kajovák                                                                                    | győzelem - A texasi indián háborúk vége |
| Las Cuevas-i háború (1875) Helyszín: Texas és Mexikó                                  | Egyesült Államok | Mexikói milícia | győzelem |
| Black Hills-i háború (1876–1877) Helyszín: Montana, Dakota territórium, Wyoming       | Egyesült Államok | Lakoták Dakoták Csejenek Arapahók                                                                                      | győzelem - A Powder River völgye visszakerült az Egyesült Államokhoz |
| Nez Perce háború (1877) Helyszín: Oregon, Idaho, Wyoming, Montana                     | Egyesült Államok | Nez Perce indiánok Paluszok                                                                                            | győzelem |
| San Elizarió-i sóháború (1877–1878) Helyszín: Texas                                   | Egyesült Államok | Texasi mexikói felkelők                                                                                                | győzelem |
| Bannok háború (1878) Helyszín: Idaho, Oregon, Wyoming                                 | Egyesült Államok | Bannokok Sosonok Pajutok                                                                                               | győzelem |
| Csejen háború (1878–1879) Helyszín: Oklahoma, Kansas, Nebraska, Dél-Dakota, Montana   | Egyesült Államok | Csejenek | győzelem |
| Juhfaló indián háború (1879) Helyszín: Idaho                                          | Egyesült Államok | Sosonok | győzelem |
| Victorio-háború (1879–1881) Helyszín: Mexikó                                          | Egyesült Államok Mexikó | Apacsok | győzelem |
| White River-i háború (1879–1880) Helyszín: Colorado                                   | Egyesült Államok | Jút indiánok | győzelem |
| Amerikai expedíció Egyiptomba (1882) Helyszín: Egyiptom                               | Egyesült Államok | Egyiptom | győzelem - Az amerikai konzulátus megvédése, Alexandria járőrözése |
| Pine Ridge-i hadjárat (1890–1891) Helyszín: Dél-Dakota                                | Egyesült Államok | Sziúk | győzelem |
| Garza-felkelés (1891–1893) Helyszín: Texas, Mexikó                                    | Mexikó Egyesült Államok | Catarino Garza csapatai                                                                                                | győzelem |
| Jaki háborúk (1896-1918) Helyszín: Arizona és Mexikó                                  | Egyesült Államok Mexikó | Jakik Pimák Opaták | győzelem |
| Második szamoai polgárháború (1898–1899) Helyszín: Szamoa                             | Szamoa Egyesült Államok | Mata'afa Iosefo hívei Német Birodalom                                                                                  | kompromisszum - Az Egyesült Államok megszerzi Amerikai-Szamoát - Nagy-Britannia feladja követeléseit a Salamon-szigetekért cserébe - Németország megszerzi Német-Szamoát |
| Spanyol–amerikai háború (1898) Helyszín: Kuba, Puerto Rico, Fülöp-szigetek, Guam      | Egyesült Államok Kuba Első Fülöp-szigeteki Köztársaság Katipunan                                                                        | Spanyolország - Spanyol-Kuba - Guam - Spanyol Fülöp-szigetek - Puerto Rico                                             | győzelem - Párizsi béke (1898) - Kuba az USA protektorátusává válik |
| Filippínó–amerikai háború (1899–1902) Helyszín: Fülöp-szigetek                        | Egyesült Államok | Első Fülöp-szigeteki Köztársaság Tagalog Köztársaság Sului Szultánság Morók Zamboangai Köztársaság Negrosi köztársaság | győzelem - A Fülöp-szigetek amerikai megszállása |
| Moró felkelés (1899–1913) Helyszín: Fülöp-szigetek                                    | Egyesült Államok | Morók a Sului Szultánság maradéka                                                                                      | győzelem |
| Bokszerlázadás (1899–1901) Helyszín: Kína                                             | Nagy-Britannia Orosz Birodalom Japán Császárság Franciaország Egyesült Államok Német Birodalom Olasz Királyság Osztrák–Magyar Monarchia | Igazságos Harmónia Társasága (bokszerek) Csing-dinasztia                                                               | győzelem |

## 20. század
| Konfliktus | Egyik fél | Másik fél | Eredmény az USA számára                                                                                        |
| --- | --- | --- | --- |
| Amerikai–mexikói határháború (1910–1919) A mexikói forradalom része Helyszín: Amerikai-mexikói határvidék                 | Egyesült Államok | Mexikói forradalmárok | győzelem |
| Negrófelkelés (1912) A banánháborúk része Helyszín: Kuba                                                                  | Kuba Egyesült Államok | Partido Independiente de Color párt | győzelem - A felkelés leverése                                                                                 |
| Nicaragua amerikai megszállása (1912–1933) A banánháborúk része Helyszín: Nicaragua                                       | Egyesült Államok Nicaragua | Nicaraguai liberálisok Sandinisták | győzelem - Az USA 1933-ig megszállja Nicaraguát                                                                |
| Bluff-háború (1914–1915) Helyszín: Utah, Colorado                                                                         | Egyesült Államok | Jút indiánok Pajutok | győzelem |
| Haiti amerikai megszállása (1915–1934) A banánháborúk része Helyszín: Haiti                                               | Egyesült Államok Haiti | Haiti lázadók | győzelem - Az USA 1934-ig megszállás alatt tartja Haitit                                                       |
| Cukorintervenció (1916–1918) A banánháborúk része Helyszín: Kuba                                                          | Kuba Egyesült Államok | A Kubai Liberális Párt felkelői | győzelem |
| A Dominikai Köztársaság amerikai megszállása (1916–1924) (1916–1924) A banánháborúk része Helyszín: Dominikai Köztársaság | Egyesült Államok | Dominikai Köztársaság | győzelem |
| Első világháború (1917–1918) Helyszín: Európa és a Közel-Kelet                                                            | Franciaország Brit Birodalom Orosz Birodalom Egyesült Államok Kínai Köztársaság Olasz Királyság Japán Császárság Szerb Királyság Montenegrói Királyság Román Királyság Belgium Görög Királyság Portugália Brazília | Német Birodalom Osztrák–Magyar Monarchia Oszmán Birodalom Bolgár Királyság | győzelem |
| Oroszországi polgárháború (1918–1920) Helyszín: Oroszország, Mongólia, Irán                                               | Fehér Gárda Brit Birodalom Japán Császárság Csehszlovákia Görög Királyság Lengyelország Egyesült Államok Franciaország Román Királyság Szerb Királyság Olasz Királyság Kínai Köztársaság | Orosz Szovjet Szövetségi Szocialista Köztársaság Távolkeleti Köztársaság Lett Szovjet Szocialista Köztársaság Ukrán Szovjet Szocialista Köztársaság Észt Dolgozók Kommünje Mongol Néppárt | vereség |
| Posey-háború (1923) Helyszín: Utah                                                                                        | Egyesült Államok | Jút indiánok Pajutok | győzelem |
| Második világháború (1941–1945) Helyszín: Európa, Csendes-óceán, Atlanti-óceán, Délkelet-Ázsia, Közel-kelet, Észak-Afrika | Szovjetunió Egyesült Államok Nagy-Britannia Kínai Köztársaság Franciaország Lengyelország Kanada Ausztrália Új-Zéland Brit India Dél-afrikai Unió Mongólia Jugoszlávia Görög Királyság Dánia Norvégia Hollandia Fülöp-szigetek Belgium Luxemburg Csehszlovákia Brazília Mexikó Etióp Császárság Việt Minh Koreai Felszabadítási Hadsereg | Németország Japán Császárság Olaszország Magyarország Román Királyság Bolgár Királyság Finnország Thaiföld Mandzsukuo Mengcsiang Független Horvát Állam Szlovákia Albánia                 | győzelem |
| Koreai háború (1950–1953) A hidegháború része Helyszín: Koreai-félsziget                                                  | Dél-Korea · Egyesült Államok · Egyesült Királyság · Ausztrália · Belgium · Kanada · Fülöp-szigetek · Kolumbia · Etióp Császárság · Görög Királyság · Luxemburg · Hollandia · Új-Zéland · Dél-afrikai Unió · Thaiföld · Törökország · Guatemala                                                                                           | Észak-Korea Kína Szovjetunió | fegyverszünet - demilitarizált zóna létrehozása a két Korea között                                             |
| Libanoni válság (1958) (1958) Helyszín: Libanon                                                                           | Libanon Egyesült Államok | Független Nasszerita Mozgalom Libanoni Kommunista Párt Haladó Szocialista Párt | győzelem |
| Disznó-öbölbeli invázió (1961) A hidegháború része Helyszín: Kuba                                                         | Egyesült Államok Kubai Demokratikus Forradalmi Front | Kuba | vereség |
| Dominikai polgárháború (1965–1966) Helyszín: Dominikai Köztársaság                                                        | Egyesült Államok Brazília Honduras Paraguay Nicaragua | Dominikai Köztársaság | győzelem |
| Vietnámi háború (1965–1973) A hidegháború része Helyszín: Vietnám, Kambodzsa, Laosz                                       | Vietnámi Köztársaság Egyesült Államok Dél-Korea Ausztrália Új-Zéland Thaiföld Fülöp-szigetek Khmer Köztársaság Laoszi Királyság | Vietnámi Demokratikus Köztársaság Vietkong Vörös Khmer Szabad Khmer Patet Lao Kína | vereség - Észak-Vietnám újraegyesíti az országot                                                               |
| Második shabai háború (1978) Helyszín: Zaire ( a mai Kongói Demokratikus Köztársaság)                                     | Zaire Franciaország Belgium Egyesült Államok | Kongói Nemzeti Felszabadítási Front | győzelem |
| Libanoni békefenntartók (1982–1984) Helyszín: Libanon                                                                     | Olaszország Egyesült Államok Franciaország Egyesült Királyság | Iszlám Dzsihád Szervezete | győzelem - A nemzetközi békefenntartók felügyelték a Palesztin Felszabadítási Szervezet kivonulását Libanonból |
| Grenada amerikai megszállása (1983) A hidegháború része Helyszín: Grenada                                                 | Egyesült Államok Barbados Jamaica Kelet-karibi Államok Szervezete | Grenada Népi Forradalmi Kormánya Kuba | győzelem |
| Panama amerikai megszállása (1989–1990) Helyszín: Panama                                                                  | Egyesült Államok | Panama | győzelem - Manuel Noriega uralmának megdöntése.                                                                |
| Öbölháború (1990–1991) Helyszín: Irak, Kuvait, Szaúd-Arábia, Izrael                                                       | Kuvait · Egyesült Államok · Egyesült Királyság · Szaúd-Arábia · Franciaország · Kanada · Egyiptom · Szíria · Katar · Bahrein · Egyesült Arab Emírségek · Omán · Banglades | Irak | győzelem |
| Szomáliai polgárháború (1992–1995) Helyszín: Szomália                                                                     | Egyesült Államok · Egyesült Királyság · Spanyolország · Szaúd-Arábia · Malajzia · Pakisztán · Olaszország · India · Görögország · Németország · Franciaország · Kanada · Botswana · Belgium · Ausztrália | Szomália | vereség - a békefenntartók kivonulása                                                                          |
| Haiti megszállása (1994–1995) Helyszín: Haiti                                                                             | Egyesült Államok · Lengyelország · Argentína | Haiti · | győzelem - Jean-Bertrand Aristide elnök hatalmának visszaállítása.                                             |
| Boszniai háború (1994–1995) A délszláv háború része Helyszín: Bosznia-Hercegovina                                         | Bosznia-Hercegovina Herceg-Bosznia · Horvátország Egyesült Államok · Belgium · Kanada · Dánia · Franciaország · Németország · Olaszország · Luxemburg · Hollandia · Norvégia · Portugália · Spanyolország · Törökország · Egyesült Királyság                                                                                             | Boszniai Szerb Köztársaság Jugoszláv Néphadsereg Szerb Krajinai Köztársaság Nyugat-boszniai Köztársaság Volt Jugoszlávia                                                                  | győzelem - Daytoni békeszerződés                                                                               |
| Koszovói háború (1998–1999) A délszláv háború része Helyszín: Szerbia                                                     | Koszovói Felszabadítási Hadsereg · Albánia · Horvátország · Egyesült Államok · Belgium · Kanada · Csehország · Dánia · Franciaország · Németország · Magyarország · Olaszország · Luxemburg · Hollandia · Norvégia · Portugália · Lengyelország · Spanyolország · Törökország · Egyesült Királyság                                       | Volt Jugoszlávia | győzelem - Kumanovói békeszerződés                                                                             |

## 21. század
| Konfliktus | Egyik fél | Másik fél | Eredmény az USA számára |
| --- | --- | --- | --- |
| Afganisztáni háború (2001–2021) A terrorellenes háború része Helyszín: Afganisztán | Egyesült Államok · Afganisztán · ISAF | Tálibok Al-Káida Mudzsahedinek Üzbegisztáni Iszlám Mozgalom Hakkáni-hálózat Kelet-turkesztáni Iszlám Mozgalom Iszlám Dzsihád Uniója Afganisztáni Iszlám Emirátus | vereség - A kivonulás után a a tálibok visszatértek |
| Iraki háború (2003–2011) A terrorellenes háború része Helyszín: Irak | Egyesült Államok · Egyesült Királyság · Ausztrália · Lengyelország · MNF–I · Új iraki kormány | Irak Iraki Iszlám Állam Al-Káida Mahdi Hadsereg Iraki Iszlám Hadsereg                                                                                            | győzelem/eldöntetlen - Szaddám Huszein uralmának megdöntése - A kivonulás után Irak továbbra is instabil maradt és területének jelentős részét az Iszlám Állam ellenőrzi |
| Ocean Shield-hadművelet (2009–) Helyszín: Indiai-óceán, Ádeni-öböl, Szomália | Egyesült Államok · Egyesült Királyság · Dánia · Hollandia · Spanyolország · Görögország · Németország · Belgium · Kanada · Olaszország · Portugália · Törökország · Norvégia · Ausztrália · India · Japán · Új-Zéland · Szaúd-Arábia · Ukrajna · Szomália · Dél-Korea                      | Szomáliai kalózok | folyamatban |
| Líbiai intervenció (2011) A líbiai polgárháború része Helyszín: Líbia | Líbiai Nemzeti Felszabadítási Hadsereg · Katar · Egyesült Államok · Belgium · Bulgária · Kanada · Dánia · Franciaország · Görögország · Olaszország · Hollandia · Hollandia · Románia · Spanyolország · Törökország · Egyesült Királyság · Svédország · Jordánia · Egyesült Arab Emírségek | Líbia | győzelem - Moammer Kadhafi hatalmának megdöntése |
| Az Iszlám Állam elleni háború (2014–) Az iraki polgárháború, szíriai polgárháború, líbiai polgárháború, a Boko Haram elleni háború és terrorellenes háború része Helyszín: Irak, Szíria, Líbia, Nigéria | Egyesült Államok · Irak · Egyesült Királyság · Kanada · Jordánia · Marokkó · Ausztrália · Belgium · Dánia · Franciaország · Németország · Olaszország · Hollandia · Új-Zéland · Norvégia · Portugália · Spanyolország · Bahrein · Szaúd-Arábia · Egyesült Arab Emírségek · Szíria          | Iszlám Állam Boko Haram An-Nuszra Front Koraszán csoport Ahrar as-Sam                                                                                            | folyamatban |

## Fordítás
- Ez a szócikk részben vagy egészben  a   List of wars involving the United States című angol Wikipédia-szócikk ezen változatának fordításán alapul.  Az eredeti cikk szerkesztőit annak laptörténete sorolja fel. Ez a jelzés csupán a megfogalmazás eredetét és a szerzői jogokat jelzi, nem szolgál a cikkben szereplő információk forrásmegjelöléseként.